# هیولاها و آدم‌ها
هیولاها و مردان (به انگلیسی: Monsters and Men) یک فیلم سینمایی درام آمریکایی محصول سال ۲۰۱۸ به نویسندگی و کارگردانی رینالدو مارکوس گرین است. این فیلم اولین بار در جشنواره مسابقات دراماتیک ایالات متحده در جشنواره فیلم ساندنس ۲۰۱۸ به نمایش درآمد. در ۲۸ سپتامبر ۲۰۱۸ به‌طور گسترده در آمریکا منتشر شد. گرچه به‌طور صریح بیان نشده‌است، اما این فیلم به داستان حادثه مرگ اریک گارنر شباهت بسیار زیادی دارد.

## داستان
داستان فیلم از ماجرایی حقیقی الهام گرفته شده، زمانی که یک پلیس، مردی سیاه‌پوست را به قتل می‌رساند فیلم این اتفاق گرفته شده و دست به دست می‌چرخد و…

## بازیگران
- جان دیوید واشنگتن در نقش دنیس ویلیامز
- آنتونی راموس در نقش مانی اورتگا
- کلوین هریسون جونیور در نقش زیریک
- راب مورگان در نقش ویل موریس
- شانت آدامز
- نیکول بهاری در نقش میشل
- یاسمین سفاس جونز در نقش ماریسول اورتگا
- کارا بونو در نقش استیسی
- کاساندرا فریمن در نقش لیزا
- آنجل بیسمارک کوریل در نقش جاشوا